# Exsula orientalis
Exsula orientalis là một loài bướm đêm trong họ Noctuidae.